# Parisz ítélete (Cranach-kép)
A Parisz ítélete Lucas Cranach festménye, amely a New York-i Metropolitan Művészeti Múzeum gyűjteményének része.
Lucas Cranach 1528 körül festette a képet, amikor a szász választófejedelem udvari festője volt Wittenbergben. A festményen Parisz mitológiai története elevenedik meg. Hermész felkérésére a trójai királyfinak kell eldöntenie, hogy a három istennő, Aphrodité, Pallasz Athéné és Héra közül ki a legszebb. Parisz Aphroditét választotta.
A képen Parisz kortárs páncélzatban ül a földön, mellette Hermész áll, szemben vele a három vetélkedő, meztelen istennő. Hermész egy üveggömböt tart a kezében, az eredeti történetben szereplő Erisz almája helyett, ezt adja majd át Parisz kiválasztottjának. A fák felett Amor feszíti íját.
A festmény olajfestékkel készült bükkfa táblára, magassága 101,9 centiméter, szélessége 71,1 centiméter. A Metropolitan Művészeti Múzeum egy amszterdami árverésen vette meg, amelyet 1928. november 13-14-én rendeztek.